# Sibambea rotunda
Genre
Espèce
Sibambea rotunda, unique représentant du genre Sibambea, est une espèce d'opilions laniatores de la famille des Cosmetidae.

## Distribution
Cette espèce est endémique de la province de Chimborazo en Équateur. Elle se rencontre vers Sibambe.

## Description
La femelle holotype mesure 4,5 mm.

## Publication originale
- Roewer, 1917 : « 52 neue Opilioniden. » Archiv für Naturgeschichte, vol. 82, no 2, p. 90–158 (texte intégral).